# Colletes tingoensis
Colletes tingoensis är en biart som beskrevs av Cockerell 1926. Colletes tingoensis ingår i släktet sidenbin, och familjen korttungebin. Inga underarter finns listade i Catalogue of Life.